# Ernst Fritzsche (Philologe)
Ernst Fürchtegott Fritzsche (* 22. April 1850 in Rostock; † 5. Januar 1919 in Wismar) war ein deutscher Philologe, Pädagoge und Schulleiter.

## Leben
Ernst Fritzsche  war ein Sohn des Philologen Franz Volkmar Fritzsche. Nach Schulbesuch in Rostock und Güstrow studierte er ab 1872 klassische und germanische Philologie an der Universität Rostock, in Leipzig, Tübingen und ab dem Wintersemester 1875 erneut in Rostock. 1876 absolvierte er die Prüfung „pro facultate docendi“ und promovierte mit der Dissertation: De Pseudolysiae oratione octava. Ab 1877 im Probejahr zunächst Lehrer am Gymnasium zu Parchim, wurde er noch im gleichen Jahr Lehrer an der Großen Stadtschule zu Wismar. Ab 1886 Oberlehrer, wurde er 1894 zum Professor ernannt und 1910 Direktor dieses Gymnasiums. Fritzsche trat als Schulrat zu Ostern 1918 „nach über 40-jähriger hiesiger Wirksamkeit“ in den Ruhestand. Sein älterer Bruder Theodor Fritzsche war ebenfalls Philologe.

## Schriften
- De Pseudolysiae oratione octava (1876, Dissertation)
- Leitfaden der Mythologie der Griechen und Römer für höhere Lehranstalten (1882)
- Gebrauch der Negation bei Walther von der Vogelweide (1885)
- Die Ilias im Dienste der Schüler-Vorträge (1912)